# Itamaraty-paleis

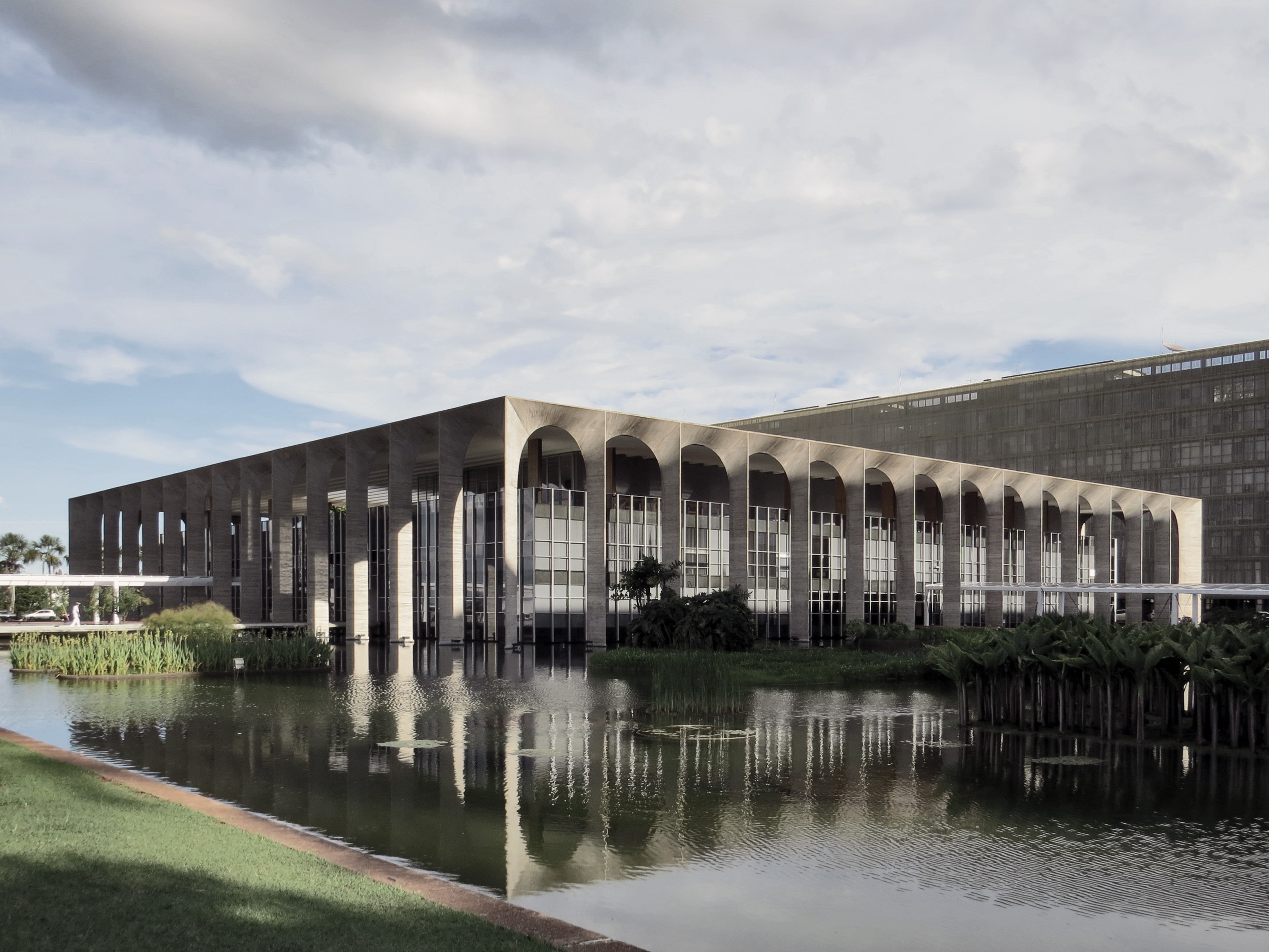
Het paleis in 2018

Het Itamaraty-paleis (Portugees: Palácio Itamaraty) is het hoofdkantoor van het Ministerie van Buitenlandse Zaken van Brazilië in de hoofdstad Brasília. Het bevindt zich langs de Eixo Monumental ten oosten van het Nationaal Congres.
Het gebouw is ontworpen door de architect Oscar Niemeyer in 1960 en ingehuldigd op 21 april 1970. Het bestaat uit twee delen: het brutalistische Paleis van de Bogen (Palácio dos Arcos) voor representatieve functies en het grotere administratiegebouw ernaast, dat als een decor werkt.
In Brazilië wordt "Itamaraty" gebruikt als metoniem voor het ministerie van Buitenlandse Zaken. De naam is overgenomen van het gelijknamige paleis in Rio de Janeiro, waar het ministerie was gevestigd vóór de verplaatsing van hoofdstad en regering naar Brasília.